# Orbea decaisneana
Orbea decaisneana (Syn.: Caralluma decaisneana) ist eine Pflanzenart aus der Unterfamilie der Seidenpflanzengewächse (Asclepiadoideae).

## Merkmale

### Habitus und vegetative Merkmale
Die aufrecht stehenden, stammsukkulenten Triebe bilden Matten mit einem Durchmesser von bis zu 50 cm. Gelegentlich werden auch rhizomartige, unterirdische Triebe gebildet. Die Triebe sind relativ schlank, zylindrisch und verjüngen sich zur Triebspitze hin. Sie sind 10 bis 40 cm hoch und haben einen Durchmesser von 1,5 cm. Die graugrüne Oberfläche ist braun marmoriert oder gefleckt. Die Warzen sind 10 bis 15 mm lang und in vier stumpfgewinkelten Reihen angeordnet, die deutlich längsgefurchte Seiten haben. Seltener kommen auch 3- bis 6-rippige Exemplare vor. Die kräftigen Warzen sind konisch-pfriemlich, horizontal abgespreizt bis aufsteigend und bilden eine sehr schlanke Spitze ohne Stipulae.

### Blütenstand und Blüten

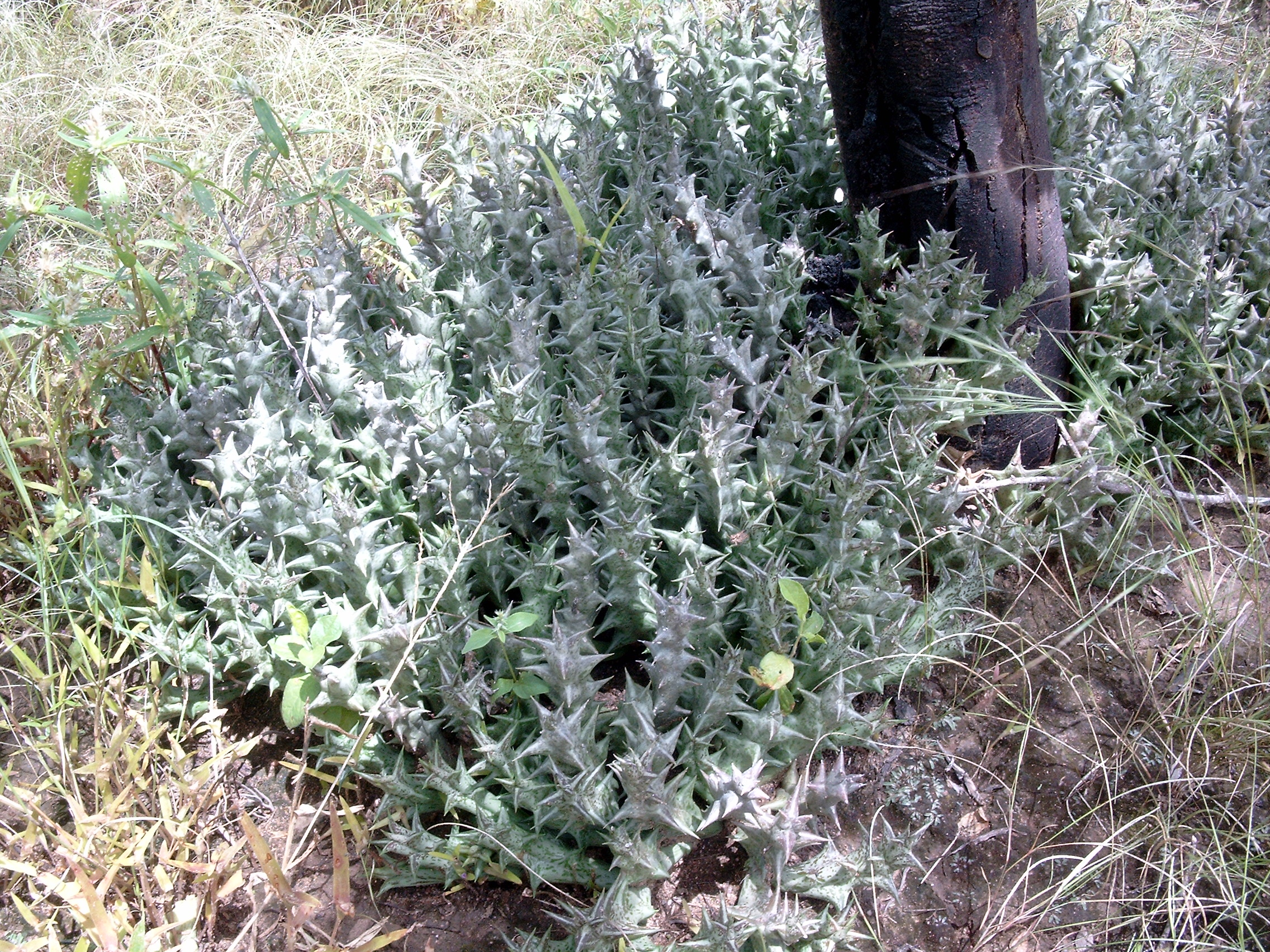
Wachstumsform

Pro Trieb werden ein bis drei Blütenstände nahe der Triebspitze ausgebildet. Jeder Blütenstand mit einem kissenförmigen Stiel entwickelt sukzessive ein bis fünf, selten auch bis zu zehn, aufrechte Blüten aus. Die kleinen lanzettlichen oder fadenförmigen Brakteen sind bis 1 mm lang. Der Blütenstiel wird ein bis fünf mm lang bei einem Durchmesser von 1,5 bis 2 mm (selten auch bis 3 mm). Die lanzettförmigen, zugespitzten Kelchblätter sind drei bis fünf Millimeter lang und an der Basis 1,5 mm breit. Die glockenförmige Blütenkrone ist 0,8 bis 1,5 cm lang und misst 1,5 bis 2,5 cm im Durchmesser. Die Außenseite ist cremefarben mit braunen Flecken. Innen ist sie dunkelpurpurn oder rötlich braun, manchmal zur Basis der Kronröhre hin auch gelblich werdend. Die Oberseite ist mit kleinen Papillen besetzt, die jeweils eine feine weiße Borste an der Spitze aufweisen. Die becherförmige, im Querschnitt fünfeckige Kronröhre ist vier bis sechs Millimeter lang und misst sechs bis acht Millimeter im Durchmesser. Gelegentlich ist die Blütenkrone um die Mündung der Kronröhre etwas verdickt. Die eiförmig-lanzettlichen Kronblattzipfel sind 7 bis 12 mm lang und an der Basis 5,5 bis 7 mm breit. Sie steigen zunächst etwas auf um sich dann zu spreizen. Die Oberseite ist leicht konvex gebogen, die Ränder sind etwas umgeschlagen und weisen keine Zilien auf. Die purpurfarbene bis fleischfarbene, ungestielte und im Querschnitt fünfeckige Nebenkrone ist 4 mm hoch und misst 5 bis 5,5 mm im Durchmesser. Die äußeren, beutelförmigen Nebenkronzipfel sind 2 mm lang, der Rand des Beutel ist im Zentrum niedriger als an den Seiten und zur Spitze zu oft gekerbt. Hier sind sie mit den Basen der inneren Nebenkronzipfel verwachsen. Die inneren, ein Millimeter langen, rechtwinkligen und dorsoventral abgeflachten Nebenkronzipfel sind an die Rückseiten der Antheren angepresst, steigen dann auf und überragen den Griffelkopf. Die stumpfen bis gespitzten Zipfelenden berühren sich bisweilen sogar über dem Griffelkopf. Basal sind die Zipfel etwas runzelig.

## Geographische Verbreitung
Die Art ist entlang der südlichen und westliche Randbereiche der Sahara in Algerien, Burkina Faso, Mali, Marokko, Senegal und im Sudan auf höheren Bergen, aber auch in der Wüste selbst verbreitet. Sie kommt von Seehöhe bis in etwa 2000 m über NN vor. Sie wächst dort auf trockenem Grasland (Senegal), zwischen Steinen auf den Granitmassiven des Hoggar-Gebirges und auf Kalken entlang der marokkanischen Küste. Hier ist sie manchmal in Vergesellschaft mit der Zwergpalme (Chamaerops humilis L.) und Euphorbia beaumeriana Cosson & Hook. f. (Rauh 1972) zu finden. Audissou fand sie von Essaouira bis Sidi Ifni „und bis zu 150 km im Landesinnern“ (Aoulouz, Region Souss-Massa-Draâ). 1929 existierte noch eine Population im östlichen Rif-Gebirge, die nun wohl erloschen ist. Er fand die Art häufig vergesellschaftet mit dem Arganbaum (Argania spinosa, Sapotaceae), Senecio anteuphorbium, Warionia saharae (Asteraceae) und Acacia gumifera (Mimosaceae).

## Systematik
Das Taxon wurde 1844 von Antoine Charles Lemaire unter dem Basionym Boucerosia decaisneana erstmals publiziert. Es wurde später noch fünfmal umkombiniert, bevor es von Peter Vincent Bruyns in die Gattung Orbea gestellt wurde. Es ist der Typus der Gattung Angolluma Munster, die erst 1990 aufgestellt worden ist, aber bereits 2001 durch Bruyns mit Orbea synonymisiert wurde. Es existieren möglicherweise noch zwei Synonyme, Caralluma hesperidum Maire, das zuletzt in Angolluma umkombiniert war und Caralluma venenosa Maire, das zuletzt ebenfalls zu Angolluma gestellt worden war. Das erstere Taxon wurde jedoch erst kürzlich wieder in den Rang einer Unterart erhoben, sodass aktuell zwei Unterarten existieren:
- Orbea decaisneana (Lem.) Bruyns subsp. descaisneana.
- Orbea decaisneana (Lem.) Bruyns subsp. hesperidum (Maire) Jonkers: Sie kommt in Marokko vor.[2][1]

## Belege